# Psychische Gesundheit

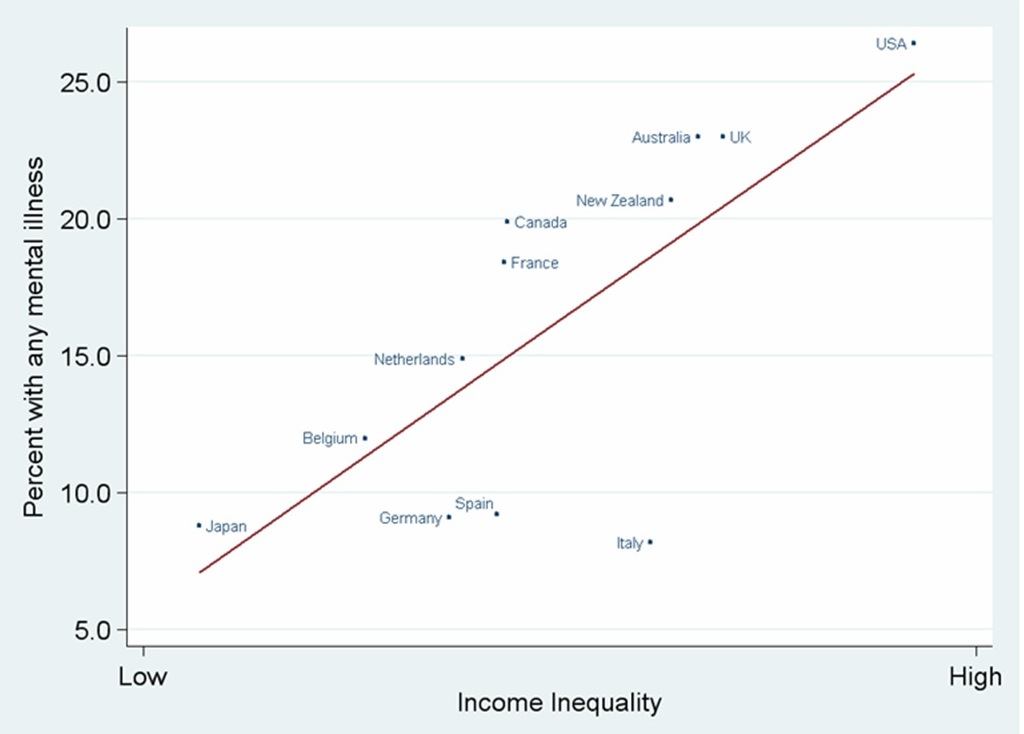
Es existieren in Ländern mit höherer Ungleichheit mehr psychische Störungen

Psychische Gesundheit (auch seelische, geistige, oder mentale Gesundheit; englisch Mental Health) ist ein Zustand des Wohlbefindens, in dem eine Person ihre Fähigkeiten ausschöpfen, die normalen Lebensbelastungen bewältigen, produktiv arbeiten und einen Beitrag zu ihrer Gemeinschaft leisten kann.
Psychische Gesundheit ist eine wesentliche Voraussetzung für Lebensqualität, Lebensbewältigung und soziale Teilhabe. In angelsächsischen Ländern wird mental health auch damit assoziiert, dass sich ein Mensch produktiv in seine Gemeinschaft einbringen, also erfolgreich für sich und sein Gemeinwesen oder seine Gemeinschaft agieren kann. Umgekehrt wird dort auch betont (und ist empirisch belegt), wie wichtig die Gemeinschaft und das Gefühl von Dazugehörigkeit für die psychische Gesundheit sind. Dadurch wird die Bedeutung sozialer gemeindebasierter Interventionen zum Erhalt der psychischen Gesundheit im Vergleich zu rein psychiatrischen Interventionen deutlich.

## Beeinträchtigungen der psychischen Gesundheit
Beeinträchtigungen der psychischen Gesundheit sind weit verbreitet und reichen von leichten Einschränkungen des seelischen Wohlbefindens bis zu schweren psychischen Störungen. Sie gehen mit erheblichen individuellen und gesellschaftlichen Folgen einher und beeinflussen die körperliche Gesundheit und das Gesundheitsverhalten.
Aufgrund ihrer weiten Verbreitung in der Bevölkerung haben insbesondere Depressionen, Angststörungen, Suchterkrankungen und Demenzerkrankungen große Relevanz für die öffentliche Gesundheitspflege (= Public Health).
Die psychische Gesundheit wird von zahlreichen Risikofaktoren (z. B. berufliche Belastung, schwerwiegende Lebensereignisse, Persönlichkeitsfaktoren, sozialer Status, Lebensführung) aber auch Schutzfaktoren (z. B. soziale Unterstützung, Resilienz, gesunde Lebensweise) beeinflusst.
Hieraus ergeben sich zahlreiche Ansatzpunkte für die Prävention psychischer Störungen und die Förderung der psychischen Gesundheit in der Bevölkerung.
Am Welttag für psychische Gesundheit, dem 10. Oktober, finden rund um den Globus vielfältige Aktionen und Veranstaltungen statt.

## Psychische Gesundheit in Unternehmen
Die Bedeutung der mentalen Gesundheit in Unternehmen nimmt stetig zu, da psychische Erkrankungen nicht nur das individuelle Wohlbefinden, sondern auch die wirtschaftliche Leistungsfähigkeit stark beeinträchtigen. Laut Guttmann (2024) haben psychische Störungen wie Depressionen und Angststörungen zu einem signifikanten Anstieg der Fehlzeiten geführt, was sich negativ auf das Wachstum und die Produktivität auswirkt. Unternehmen sehen sich daher zunehmend mit der Herausforderung konfrontiert, präventive Maßnahmen wie Stressmanagement, flexible Arbeitsmodelle und eine offene Unternehmenskultur zu etablieren. Führungskräfte spielen hierbei eine zentrale Rolle, indem sie psychische Belastungen frühzeitig erkennen und aktiv unterstützen. Die Integration solcher Maßnahmen fördert nicht nur das Wohlbefinden der Mitarbeitenden, sondern auch die langfristige Bindung und Produktivität – Faktoren, die für den Erfolg moderner Unternehmen immer wichtiger werden.